# DK Lacertae
DK Lacertae eller Nova Lacertae 1950 var en snabb nova i stjärnbilden Ödlan.
Novan upptäcktes den 23 januari 1950 av den franske astronomen Charles Bertaud. DK Lacertae nådde magnitud +5,0 i maximum och avklingade sedan snabbt. Den har nu en ljusstyrka av 19:e magnituden.